# 内藤新吾

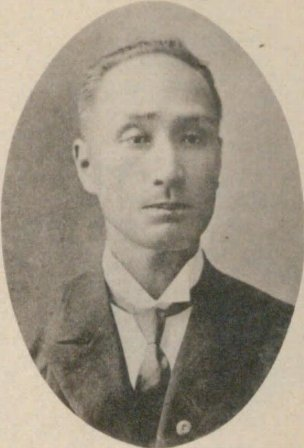
内藤新吾

内藤 新吾（ないとう しんご、天保12年10月11日（1841年11月23日） - 大正6年（1917年）8月2日）は、初代久留米市長、衆議院議員。諱は敏樹、字は子敏、号は寒山。

## 経歴
久留米藩国家老有馬氏の臣下の家に生まれ、藩校明善堂で学んだ。真木和泉・水野正名らの尊王攘夷論に傾倒し、福岡藩の平野国臣と交わった。1862年（文久2年）、江戸に出て安井息軒の門に学んだ。翌年に帰郷すると、同志とともに藩の執政有馬監物に尊王攘夷を藩論とするように説いたが、八月十八日の政変で公武合体が藩論となると、幽囚の身となった。
1867年（慶応3年）、5年に及んだ幽囚を解かれた。1868年（明治元年）、明善堂寮長に起用され、翌年には民政判事となった。1870年（明治3年）、公用人となり政府や諸藩との折衝にあたった。翌年、奇兵隊脱隊騒動・二卿事件の中心人物大楽源太郎を久留米藩がかくまった件で巡察使四条隆謌少将率いる軍が久留米に派遣されたが、このとき応接掛として事態の収拾にあたった（久留米藩難事件）。廃藩置県後は物産会社を起こした。
1889年（明治22年）、市制の施行とともに初代久留米市長に選出され、1894年（明治27年）まで在職した。1899年（明治32年）、久留米市商業会議所が創設されると、特別会員に選ばれた。1903年（明治36年）、第8回衆議院議員総選挙に出馬し、当選した。